# Jon Izagirre
Jon Izagirre Insausti (Ormaiztegi, 4 februari 1989) is een Spaans wielrenner die anno 2022 rijdt voor Cofidis.

## Carrière
In 2012 won hij de zestiende etappe van de Ronde van Italië. In deze etappe, met aankomst in Pfalzen, maakte Izagirre deel uit van een kopgroep van tien renners, waaruit hij op enkele kilometers voor de finish demarreerde.
Jon Izagirre is de jongere broer van wielrenner Gorka Izagirre en de zoon van oud-veldrijder José Ramon Izaguirre.
In 2015 won hij de Ronde van Polen.
In 2016 nam Izagirre deel aan de wegwedstrijd op de Olympische Spelen in Rio de Janeiro, maar reed deze niet uit. Vier dagen later werd hij achtste in de tijdrit. Eerder in dat jaar won hij de twintigste etappe in de Ronde van Frankrijk. 
Door het ontbreken van Vincenzo Nibali begon Izagirre als kopman aan de Ronde van Frankrijk 2017. Door een val in de doorregende openingstijdrit in Düsseldorf, moest hij echter al op de eerste dag opgeven. Izagirre moest worden geopereerd, omdat hij bij de val een instabiele breuk opliep, onder aan de wervelkolom. 
Als kopman had Izagirre in 2019 meer succes. Hij won hier de eindklassementen in de Ronde van Valencia en in het Baskenland.
In 2020 wist hij een overwinning te behalen. Dit was in de Grote Ronde van zijn thuisland, de Ronde van Spanje. Hij wist de zesde etappe te winnen, met 25 seconden voorsprong op de nummer twee, Michael Woods. Hiermee voltooide hij de trilogie van etappezeges in Grote Rondes. 
In de twee daaropvolgende seizoenen behaalde hij, net als in 2020, enkel overwinningen op Spaanse bodem. Hij werd onder andere Spaans kampioen tijdrijden.
In het begin van het seizoen van 2023 wist hij, wederom in Spanje, te zegevieren in de Grote Prijs Miguel Indurain. De 12e etappe van de Ronde van Frankrijk wist hij ook op zijn naam te schrijven. Dit deed hij door weg te rijden uit de vroege vlucht. De laatste 30 kilometer naar de finish legde hij solo af.

## Overwinningen
2012
- 2e etappe deel B Ronde van Asturië
- 16e etappe Ronde van Italië

2014
- Spaans kampioen op de weg, Elite

2015
- Eindklassement Ronde van Polen

2016
- Grote Prijs Miguel Indurain
- Proloog Ronde van Romandië
- 8e etappe Ronde van Zwitserland (individuele tijdrit)
- Spaans kampioen tijdrijden, Elite
- 20e etappe Ronde van Frankrijk

2019
- Eindklassement Ronde van Valencia
- 8e etappe Parijs-Nice
- Eindklassement Ronde van het Baskenland

2020
- 6e etappe Ronde van Spanje

2021
- 4e etappe Ronde van het Baskenland
- Spaans kampioen tijdrijden, Elite

2022
- 6e etappe Ronde van het Baskenland

2023
- Grote Prijs Miguel Indurain
- 12e etappe Ronde van Frankrijk

### Resultaten in voornaamste wedstrijden
| Jaar | Ronde van Italië | Ronde van Frankrijk | Ronde van Spanje |
| ---- | ---------------- | ------------------- | ---------------- |
| 2011 |                  |                     |                  |
| 2012 | 48e (1)          |                     |                  |
| 2013 |                  | 69e                 |                  |
| 2014 |                  | 41e                 |                  |
| 2015 | 27e              |                     |                  |
| 2016 |                  | 47e (1)             |                  |
| 2017 |                  | opgave              |                  |
| 2018 |                  | 22e                 | 9e               |
| 2019 | 36e              |                     | 16e              |
| 2020 |                  | opgave              | 29e (1)          |
| 2021 |                  | 26e                 | 26e              |
| 2022 |                  | 40e                 |                  |
| 2023 |                  | 45e (1)             |                  |
| 2024 |                  | opgave              | 37e              |
| 2025 |                  | 69e                 |                  |

| Jaar | Milaan-San Remo | Gent-Wevelgem | Ronde van Vlaanderen | Parijs-Roubaix | Amstel Gold Race | Luik-Bast.‑Luik | Ronde van Lombardije | Clásica San Sebastián | Waalse Pijl |  | WK op de weg |  | Wereldranglijsten |
| ---- | --------------- | ------------- | -------------------- | -------------- | ---------------- | --------------- | -------------------- | --------------------- | ----------- |  | ------------ |  | ----------------- |
| 2011 | opgave          |               | 133e                 | opgave         | opgave           | opgave          | opgave               |                       | 107e        |  |              |  |                   |
| 2012 | 85e             | 15e           |                      | 79e            |                  |                 |                      |                       |             |  |              |  | 86e (UWT)         |
| 2013 |                 |               |                      |                | opgave           | 87e             | opgave               |                       | 67e         |  |              |  | 32e (UWT)         |
| 2014 |                 |               |                      |                | opgave           | 86e             | opgave               |                       | 71e         |  | 24e          |  | 49e (UWT)         |
| 2015 | 24e             |               |                      |                |                  |                 | opgave               |                       |             |  | 56e          |  | 30e (UWT)         |
| 2016 |                 |               |                      |                | 24e              | 30e             | opgave               | 19e                   | 64e         |  |              |  | 11e (UWT)         |
| 2017 |                 |               |                      |                | 7e               | 5e              |                      |                       | 12e         |  |              |  | 23e (UWT)         |
| 2018 |                 |               |                      |                | 19e              | 101e            | 6e                   | 7e                    | 101e        |  | 11e          |  | 23e (UWT)         |
| 2019 |                 |               |                      |                |                  | 56e             | opgave               |                       | opgave      |  | 16e          |  | 62e (UWR)         |
| 2020 |                 |               |                      |                |                  |                 | 80e                  |                       |             |  |              |  |                   |
| 2021 |                 |               |                      |                |                  |                 |                      |                       |             |  |              |  |                   |
| 2022 |                 |               |                      |                |                  | 27e             |                      | opgave                | 129e        |  |              |  |                   |
| 2023 |                 |               |                      |                |                  | 16e             | 40e                  | 5e                    | 27e         |  | opgave       |  |                   |
| 2024 |                 |               |                      |                | opgave           | 19e             | 4e                   | 47e                   | opgave      |  |              |  |                   |
| 2025 |                 |               |                      |                |                  | 34e             |                      | 99e                   |             |  |              |  |                   |

### Resultaten in kleinere rondes
| Jaar | Tour Down Under | Parijs-Nice | Tirreno-Adriatico | Ronde van Catalonië | Ronde van het Baskenland | Ronde van Romandië | Critérium du Dauphiné | Ronde van Zwitserland | Ronde van Polen | Eneco Tour | Ronde van Peking / Ronde van Guangxi |
| ---- | --------------- | ----------- | ----------------- | ------------------- | ------------------------ | ------------------ | --------------------- | --------------------- | --------------- | ---------- | ------------------------------------ |
| 2011 | 72e             |             | 24e               | opgave              |                          | 103e               |                       |                       | 17e             |            | 86e                                  |
| 2012 |                 |             | 16e               |                     |                          |                    |                       |                       | 7e              | 88e        |                                      |
| 2013 | 4e              | 55e         |                   |                     | 47e                      |                    |                       | 34e                   | ↑               |            |                                      |
| 2014 |                 | 19e         |                   |                     | 55e                      | 8e                 |                       | 43e                   | ↑               |            |                                      |
| 2015 |                 | 26e         |                   |                     | ↑                        |                    |                       | opgave                | ↑               |            |                                      |
| 2016 |                 | 5e          |                   |                     |                          | ↑ (1)              |                       | ↑ (1)                 |                 | 8e         |                                      |
| 2017 |                 | 7e          |                   |                     | ↑                        | 5e                 |                       | 6e                    |                 |            |                                      |
| 2018 | 12e             | 4e          |                   |                     | ↑                        | 11e                |                       | 15e                   |                 |            |                                      |
| 2019 |                 | 21e (1)     |                   |                     | ↑                        |                    |                       |                       |                 |            |                                      |
| 2020 |                 |             |                   |                     |                          |                    |                       |                       | 20e             |            |                                      |
| 2021 |                 | ↑           |                   |                     | 10e (1)                  | 7e                 | 7e                    |                       |                 |            |                                      |
| 2022 | 7e              |             |                   | ↑ (1)               | 64e                      |                    | 34e                   |                       |                 |            |                                      |
| 2023 |                 | 21e         |                   |                     | 3e                       | opgave             |                       | 12e                   |                 |            |                                      |
| 2024 |                 | 26e         |                   |                     | 9e                       |                    |                       | opgave                |                 |            |                                      |

(*) tussen haakjes aantal individuele etappe-overwinningen

## Ploegen
- 2009 –  Orbea (stagiair vanaf 1-8)
- 2010 –  Orbea
- 2011 –  Euskaltel-Euskadi
- 2012 –  Euskaltel-Euskadi
- 2013 –  Euskaltel-Euskadi
- 2014 –  Movistar Team
- 2015 –  Movistar Team
- 2016 –  Movistar Team
- 2017 –  Bahrain-Merida
- 2018 –  Bahrain-Merida
- 2019 –  Astana Pro Team
- 2020 –  Astana Pro Team
- 2021 –  Astana-Premier Tech
- 2022 –  Cofidis
- 2023 –  Cofidis
- 2024 –  Cofidis
- 2025 –  Cofidis

Antón ·
Aramendia ·
Astarloza ·
Azanza ·
Bilbao ·
Castroviejo ·
Cazaux ·
Fernández ·
Isasi ·
G. Izagirre ·
J. Izagirre ·
Landa ·
Martínez ·
Mínguez ·
Nieve ·
Oroz ·
A. Pérez ·
R. Pérez ·
Sánchez  ·
Sesma ·
Sicard ·
Txurruka ·
Urtasun ·
Velasco ·
Verdugo
Antón ·
Astarloza ·
Azanza ·
Bilbao ·
Cabedo ·
Cazaux ·
García ·
G. Izagirre ·
J. Izagirre ·
Landa ·
Martínez ·
Mínguez ·
Nieve ·
Oroz ·
A. Pérez ·
R. Pérez ·
Sáez de Arregui ·
Sánchez  ·
Sicard ·
Txurruka ·
Urtasun ·
Velasco ·
Verdugo
Aberasturi ·
Antón ·
Astarloza ·
Azanza ·
Bilbao ·
Bravo ·
Chaoufi (tot 12/08) ·
García ·
G. Izagirre ·
J. Izagirre ·
Kocjan ·
Landa ·
Lobato ·
Martínez ·
Mestre ·
Mínguez ·
Nieve ·
Oroz ·
Pérez ·
Radochla ·
Sáez de Arregui ·
Sánchez ·
Schulze ·
Serebrjakov (tot 06/04) ·
Sicard ·
Tamouridis ·
Txurruka ·
Urtasun ·
Verdugo ·
Vrečer
Amador · Antón · Capecchi · Castroviejo · Dowsett · Erviti · Gadret ·  Gutiérrez · Jesús Herrada · José Herrada · Intxausti · G. Izagirre · J. Izagirre · Lastras · Lobato · Malori · Moreno · Plaza · D. Quintana · N. Quintana · Rojas · Sanz · Sütterlin · Szmyd · Valverde · Ventoso · Visconti
Amador · Anacona · Antón · Capecchi · Castroviejo · Dowsett · Erviti · Fernández · Gadret · Jesús Herrada · José Herrada · Intxausti · G. Izagirre · J. Izagirre · Lastras · Lobato · Malori · Moreno · D. Quintana · N. Quintana · Rojas · Sanz · Soler · Sutherland · Sütterlin · Valverde · Ventoso · Visconti
Amador · Anacona · Arcas · Betancur · Castroviejo   · Dowsett · Erviti · Fernández · Jesús Herrada · José Herrada · G. Izagirre · J. Izagirre · Lobato · Malori · D. Moreno · J. Moreno · Oliveira · Pedrero · D. Quintana · N. Quintana · Rojas · Soler · Sutherland · Sütterlin · Valverde · Ventoso · Visconti  · Carapaz (stagiair)
Agnoli · Arashiro · Boaro · Bole · Bonifazio · Božič · Brajkovič · Cink · Colbrelli · Feng · García · Gasparotto · Grmay · Haussler · Insausti · Izagirre · Moreno · Navardauskas · A. Nibali · V. Nibali · Novak · Pellizotti · Per · Pibernik · Siwtsow · Visconti · Wang · Garosio (stagiair) · Padoen (stagiair) · Toniatti (stagiair)
Agnoli · Arashiro · Boaro · Bole · Bonifazio · Božič · Colbrelli · Feng · García · Gasparotto · Haussler · G. Izagirre · J. Izagirre · Koren · Mohorič · Navardauskas · A. Nibali · V. Nibali · Novak · Padoen · Pellizotti · Per · Pernsteiner · Pibernik · Pozzovivo · Siwtsow · Visconti · Wang
Ballerini · Bilbao · Bïjigitov · Boaro · Bohórquez · Cataldo · Contreras · Cort · De Vreese · Fominykh · Fraile · Fuglsang · Gïdïç · Gregaard · Groezdev · Hirt · Houle · G. Izagirre · J. Izagirre · Kudus · Loetsenko · López · Natarov · Sánchez · Stalnov · Villella · Zacharov · Zejts
Aranburu · Bïjigitov · Boaro · Bohórquez · Contreras · De Vreese · Felline · Fominykh · Fraile · Fuglsang · Gïdïç · Gregaard · Groezdev · Houle · G. Izagirre · J. Izagirre · Kudus · Loetsenko · López · Martinelli · Natarov · Pronskïÿ · Rodríguez · Sánchez · Stalnov · Tejada · Vlasov · Zacharov
Aranburu · Battistella · Boaro · Broesenski · Contreras · de Bod · Fjodorov · Felline · Fraile · Fuglsang · Gïdïç · Gregaard · Groezdev · Houle · G. Izagirre · J. Izagirre · Kudus · Loetsenko · Martinelli · Natarov · Perry · Piccolo tot 31 mei · Pronskïÿ · Rodríguez · Romo · Sánchez · Sobrero · Stalnov · Tejada · Vlasov · Zacharov
Allegaert · Armée · Bidard · Bohli · Carvalho · Champion · Cimolai · Consonni · Coquard · Delettre · Fernández · Finé · Geschke · Jesús Herrada · José Herrada · Izagirre · Kreder · Lafay · Martin · Perez · Périchon · Renard · Rochas · Sajnok · Thomas · Toumire · Vanbilsen · Villella · Wallays · Walscheid · Zingle · Kolze Changizi (stagiair) · Lecamus-Lambert (stagiair) · Wood (stagiair)
Allegaert · Bidard · Carvalho · Champion · Cimolai · Consonni · Coquard · Delettre · Fernández · Finé · Geschke · Jesús Herrada · José Herrada · Izagirre · Kreder · Lafay · Lastra · Mariault · Martin · Noppe · Perez · Périchon · Renard · Rochas · Thomas · Toumire · Wallays · Walscheid · Wood · Zingle · Gudnitz (stagiair) · Knight (stagiair) · Larmet (stagiair)
Allegaert · Aniołkowski · Champion · Coquard · De Gendt · Debeaumarché · Elissonde · Fernández · Finé · Fretin · Geschke · Gougeard · Hermans · Herrada · G. Izagirre · J. Izagirre · Knight · Lastra · Mahoudo · Mariault · Martin · Noppe · Oldani · Perez · Renard · Robeet · Thomas · Toumire · Wood · Zingle · Coppens (stagiair) · Gruszczynski (stagiair) · Larmet (stagiair)
Allegaert · Aniołkowski · Aranburu · Buchmann · Carr · Coquard · De Gendt · Debeaumarché · Ferron · Finé · Fretin · Herrada · Izagirre · Izquierdo · Knight · Lastra · Maas · Mahoudo · Maisonobe · Moniquet · Oldani · Ourselin · Perez · Renard · Robeet · Samitier · Teuns · Thomas · Toumire · Touzé